# Robert Culp
Robert Martin Culp, (Oakland, Califòrnia, 16 d'agost de 1930 – Los Angeles, Califòrnia, 24 de març de 2010) fou un actor, guionista, actor de veu i director nord-americà, àmpliament conegut pel seu treball a la televisió.
Era conegut internacionalment pel seu paper com Kelly Robinson, al costat de Bill Cosby, en la sèrie de televisió Sóc espia (I Spy) (1965-1968).
A més va participar en les pel·lícules Bob & Carol & Ted & Alice (1969), amb Natalie Wood, The Greatest American Hero (1981-1983), amb William Katt i al "western" Hannie Caulder (1971), al costat de Raquel Welch i Ernest Borgnine.
Robert Culp va posar la veu al Dr.Wallace Breen en la versió en anglès del videojoc Half-Life 2. Els seus monòlegs a City 17 van acompanyar als jugadors durant bona part de les seves partides.